# Panagiá (La Canée)
Panagiá (grec moderne : Παναγιά) est une localité située dans le dème de La Canée, dans le district régional de La Canée, dans la periphérie de Crète, en Grèce.
Selon le recensement de 2011, elle compte 30 habitants.